# August Bohny
August Bohny   (Basilea, 9 de juliol de 1919 - Basilea, 18 d'agost de 2016), fou un professor i logopeda suís. El 1990 va ser reconegut com a Just entre les Nacions per la seva feina a Chambon-sur-Lignon (França) entre els anys 1941 i 1944 acollint a nens perseguits durant la Segona Guerra Mundial. La seva dona Friedel Bohny-Reiter, a qui va conèixer el 1942, va rebre la mateixa distinció per la seva feina al Camp de Ribesaltes durant aquell mateix any.

## Biografia
Fill d'un empleat dels ferrocarrils, August va fer estudis superiors i tocava el piano i el clarinet. Entre el 1939 i el 1941 va estudiar en un seminari per professors i es va diplomar a l'escola d'oficials de l'exèrcit suís. Era membre de Servei Civil Internacional, una ONG dedicada a l'activisme per la pau.

### Durant la segona guerra mundial
Durant la guerra Bohny va treballar activament a l'organització de l'Ajuda Suïssa, fundada per Maurice Dubois, que operava al sud de França així com a Chambon-sur-Lignon (Alt Loira). Bohny i la seva dona van dirigir una institució a Chambon que va acollir i amagar a 800 infants entre 1941 i 1944 per salvar-los dels camps de concentració. Alguns d'ells eren orfes, jueus o familiars de persones perseguides com els militants de la resistència. Bohny es va encarregar que la policia i la Gestapo es mantinguessin lluny de la institució i d'amagar la presència de nens jueus en aquell lloc. Per tal que no els trobessin, els nens residien a la institució entre tres i sis mesos fins que se'ls trobava un altre amagatall.

### Després de la guerra
Professor i logopeda, Bohny va cofundar l'any 1945 una llar per infants al cantó suís d'Appenzell-Rhodes-Extérieurs que aplicava el sistema educatiu Pestalozzi. Bohny va ajudar els infants supervivents del camp de Buchenwald i treballà en altres institucions per nens, notablement pels neerlandesos ferits als Països Baixos durant l'hivern de 1944-1945. Entre 1979 i 1995, va presidir l'Organització suïssa de cecs.
Va morir a Basilea el 18 d'agost de 2016 a l'edat de 97 anys.